# Haunted Heart
Haunted Heart – dziewiąty studyjny album, amerykańskiej wokalistki Renée Felming (sopran). Wydawnictwo zrealizowano we współpracy z pianistą Fredem Heshem oraz gitarzystą Billem Frisellem. Kompozycje na albumie to jazzowe standardy oraz utwory popowe. Wśród autorów znaleźli się m.in. Carl Fischer, John Lennon, Paul McCartney czy Joni Mitchell.

## Lista utworów
1. Haunted Heart – 05:21	(Howard Dietz, Arthur Schwartz)
2. River – 04:21 (Joni Mitchell)
3. When Did You Leave Heaven – 02:53 (Walter Bullock, Richard A. Whiting)
4. You've Changed – 05:16 (Bill Carey, Carl Fischer)
5. Answer Me My Love – 03:49 (Carl Sigman, Gerhard Winkler, Fred Rausch)
6. My Cherie Amour – 03:22 (Stevie Wonder, Henry Cosby, Sylvia Moy)
7. In My Life – 05:09 (Paul McCartney, John Lennon)
8. The Moon Is A Harsh Mistress – 04:09 (Jimmy Webb)
9. The Midnight Sun Wozzeck op. 7 – 06:16 (Alban Berg)
10. Liebst du um Schönheit Op. 12 – 02:40 (Clara Wieck Schumann)
11. My One and Only Love/This is Always (Mellin/Guy Wood)
12. This Is Always – 08:03	(Harry Warren, Mack Gordon)
13. Song Of Love (Canção do Amor) – 03:48 (Heitor Villa-Lobos)
14. Psyché – 02:55 (Émile Paladilhe)
15. Hard Times Come Again No More – 05:51 (Stephen Collins Foster)